# Robert Kantereit

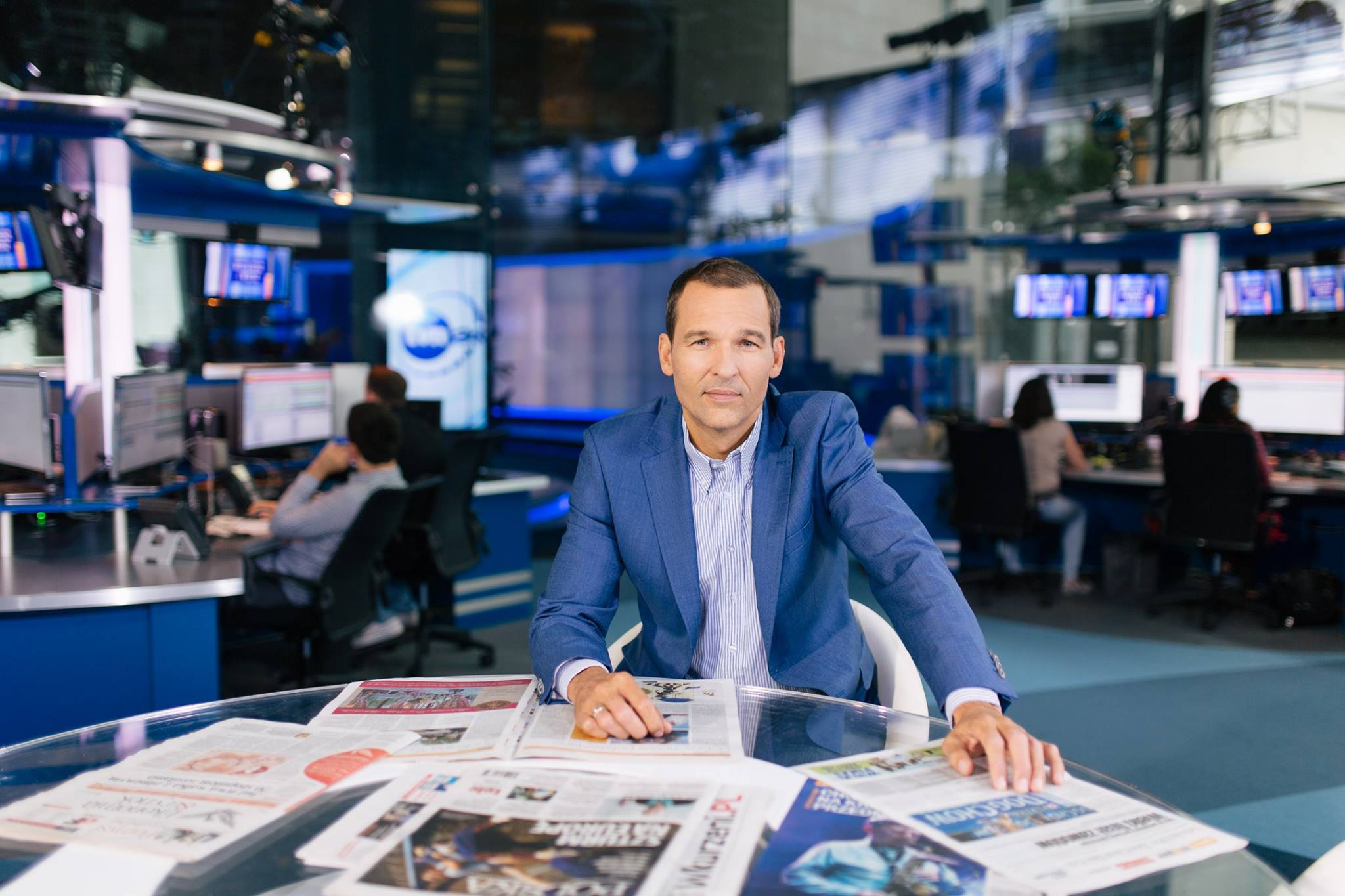
Robert Kantereit w studiu TVN

Robert Kantereit (ur. 30 października 1970 w Bydgoszczy) – polski dziennikarz, prezenter telewizyjny i radiowy.

## Życiorys
Ukończył studia na Wydziale Nauk Społecznych Uniwersytetu Gdańskiego. Współpracował z Radiowęzłem w szkole, później z gdańską Studencką Agencją Radiową i gdańskim Radiem ARnet. W latach 1995–2004 związany był z regionalną rozgłośnią Polskiego Radia w Gdańsku, pracując na różnych stanowiskach, od młodszego do starszego redaktora, zajmując się informacją i publicystyką.
Od 1 marca 2004 do 2 listopada 2017 był prezenterem Programu III Polskiego Radia, gdzie przygotowywał i prowadził popołudniowe wydania audycji Zapraszamy do Trójki. Od 9 maja do 3 czerwca 2005 był w tej stacji współgospodarzem codziennej audycji „Trzecie śniadanie” – Rajd Europejczyków, gdzie razem z Pawłem Homą opisywał europejskie państwa i miasta, w których przebywali. 2 listopada 2017 zrezygnował z pracy w radiowej Trójce wobec niewyrażenia zgody przez zarząd radia na jego dalszą równoczesną współpracę z TVN24.
Był lektorem serialu dokumentalnego Historia Naturalna Polski (2004). Prowadził poranne programy: TVP1 – Kawa czy herbata? (2005–2009) i TVP2 – Pytanie na śniadanie (2009–2010).
Od września 2010 do końca sierpnia 2015 prowadził program Dzień Dobry TVN. Przez pierwsze cztery lata jego stałą współprowadzącą była Jolanta Pieńkowska, zaś od września 2014 była nią Anna Kalczyńska. Od września 2015 jest gospodarzem Poranka TVN24.